# 邢殿元
邢殿元（1883年—1934年）字善章，山西定襄城内人，中国民主革命家，中华民国政治人物。

## 生平
邢殿元生于清朝光绪九年（1883年）。17岁时，考入山西令德堂，后来考取公费留学日本，学习日用化学工业。在日本留学期间，1906年1月，邢殿元经丁致中介绍、谷思慎主盟，加入中国同盟会。归国后，邢殿元任山西谘议局秘书。他还是山西谘议局议长梁善济的门生。1909年阎锡山自日本归国后，不久任山西陆军小学堂监督，同邢殿元结“金兰之交”，以拉近同梁善济的关系。邢殿元经常同革命党人来往，并且在山西谘议局议长梁善济、副议长杜上化面前为阎锡山说好话。
宣统元年（1909年），邢殿元到北京应试，中清朝末科优贡。宣统二年（1910年），朝考一等，留吏部任京官，获李殿林赏识。辛亥革命时，邢殿元返回山西，和阎锡山、黄国梁、赵戴文等人共同策划举行起义。
1912年，孙中山应袁世凯邀请访问北京。山西都督閻錫山特派谷思慎、邢殿元、溫壽泉、南桂馨、梁上棟等人代表山西各界到北京迎接孙中山赴山西访问。1912年9月17日，孙中山结束对北京的访问，乘坐火车离开北京赴山西考察。同年冬，国会改选，袁世凯密令阎锡山加紧控制国会内的山西议员，以便袁世凯利用。阎锡山遂派邢殿元到北京，在山西议员间游说，最终国会众议院选举汤化龙为议长。
1915年，袁世凯称帝，邢殿元被阎锡山派为代表，赴北京参加劝进活动，获留任总统府顾问，后又当选国会众议院议员。
1922年，邢殿元回到山西，在省城组建了太原市自治行政公所，并经太原市参议会选举为所长。
1934年，邢殿元病逝于太原任上，享年51岁。